# Luigi Freguglia
Luigi Freguglia (Cento, 1888 – 1938) è stato un militare italiano.
Pluridecorato ufficiale del Regio Esercito durante la prima guerra mondiale fu tra i fondatori del corpo degli Arditi, insieme a Pietro Paolo Vagliasindi, Giovanni Messe e Cristoforo Baseggio.

## Biografia
Nacque a Cento (provincia di Ferrara) nel 1888, e si arruolò nel Regio Esercito frequentando la Regia Accademia Militare di Modena da cui uscì, col grado di sottotenente, nel 1908, assegnato al 50º Reggimento fanteria. Promosso al grado di tenente il 4 settembre del 1911 venne trasferito al 4º Reggimento fanteria in seno al quale partì per combattere in Libia nell'ottobre del 1911. Si distinse in Tripolitania e in Cirenaica, rientrando in Patria qualche tempo dopo per venire assegnato al 161º Reggimento della Milizia Mobile di stanza a Torino. Nel corso del 1914 partecipò a un corso riservato agli ufficiali presso la Scuola di guerra dell'esercito.
All'entrata in guerra del Regno d'Italia, il 24 maggio 1915, il suo reggimento era di stanza sull'altopiano di Asiago precisamente tra Campo Posellaro e Passo del Trughele, e col grado di capitano egli comandava una compagnia del 161º Reggimento inquadrato nella Brigata "Ivrea".
Il 28 maggio prese parte all'attacco al Forte Campo Luserna, che se conquistato avrebbe aperto alla 1ª Armata la via di Trento. Sottoposta a un intenso fuoco d'artiglieria che danneggiò gravemente i muri perimetrali e i cannoni in dotazione, la guarnigione si arrese, ma visto l'accaduto il forte fu immediatamente inquadrato dai tiri d'artiglieria degli altri forti austriaci, il che costrinse le truppe italiane alla ritirata. Nel mese di agosto prese parte al fallito attacco contro il Monte Basson, venendo citato all'Ordine del giorno dell'Armata, e successivamente destinato a frequentare un corso per ufficiali di Stato maggiore tenutosi a Vicenza, al termine del quale fu deciso che avrebbe prestato servizio presso il Comando Supremo. Rifiutando decisamente tale destinazione chiese, ed ottenne, il comando del III Battaglione del 62º Reggimento fanteria impegnato nella strenua difesa di Passo Buole, fra Vallarsa e Valle dell'Adige, a partire dal 26 maggio 1916.
Nell'agosto dello stesso anno fu trasferito nei pressi di Gorizia, dove prese parte alle operazioni per la conquista della città in seno al comando della 43ª Divisione, combattendo successivamente sul Monte Nero e quindi sulla Bainsizza come addetto al comando del XVII Corpo d'armata. Nell'agosto del 1917 venne promosso la grado di maggiore per meriti di guerra, e il 24 ottobre dello stesso anno si trovava in prima linea durante la battaglia di Caporetto. Partecipò a diverse operazioni durante le fasi della ritirata, e tra il 28 e il 29 ottobre, dopo la caduta di Udine, al comando di una pattuglia di cavalleggeri del Reggimento "Lancieri di Aosta", riuscì a rintracciare tre brigate del XVII Corpo d'Armata e a condurne i Comandanti dinanzi al generale Badoglio che si trovava ancora a Martignacco, intento ad impartire ai propri comandi dipendenti i necessari ordini di ritirata.
Mentre l'esercito si stava riorganizzando fece domanda, che fu accolta, per passare ai nuovi reparti d'assalto allora in fase di costituzione. Assegnato al comando del XXVII, Reparto d'assalto "Fiamme Nere" fu l'artefice della disfatta austriaca sul Montello avvenuta nel giugno del 1918, e per questo fatto venne decorato con Medaglia d'argento al valor militare. Il 17 giugno una pattuglia di suoi arditi fece prigioniero il generale nemico, Enrico Bolzano von Kronstadt, comandante della 25ª Brigata Schützen, che, gravemente ferito dopo essersi strenuamente difeso, morì poco dopo la cattura.
Alla testa del suo reparto prese successivamente parte ai fatti d'arme di Fontiga (1-2 luglio)  e dell'Isola Verde (negli ultimi giorni di settembre), compiendo difficili azioni di ricognizione sulla riva sinistra del Piave. Durante il periodo di comando del XXVII Reparto d'assalto coniò il motto "A Noi" che, inizialmente adottato come saluto dal reparto, nel dopoguerra divenne un simbolo del fascismo. Durante l'offensiva di Vittorio Veneto il reparto passò il Piave a Grave di Ciano il 27 ottobre, gettando una passerella, faticosamente mantenuta intatta per consentire alla Brigata "Reggio" di lanciare l'attacco. Ripete la stessa azione la mattina del 2 novembre a San Felice di Trichiana, e per queste nuove imprese fu decorato con una seconda Medaglia d'argento al valor militare.
Pochi mesi dopo la fine delle ostilità partì per la Libia, dove assunse il comando del I Raggruppamento libico, con funzioni di ufficiale di Stato maggiore. Ritornato in Patria venne nuovamente assegnato alla 1ª Divisione d'Assalto, passando poco dopo al comando di un deposito militare, e poi, per alcuni mesi, prestando servizio presso la Scuola di guerra di Torino, dove frequentò il corso di integrazione per gli ufficiali di Stato maggiore. Nel settembre del 1920 fu definitivamente collocato in posizione ausiliaria speciale, dietro sua specifica domanda.

### Nel primo dopoguerra
Durante le indagini per il delitto Matteotti, intervenne sulla stampa per smentire la riconducibilità degli arditi di Milano - cui apparteneva Albino Volpi - alla Federazione nazionale degli arditi. Lo stesso Cesare Rossi, nel suo terzo memoriale, avrebbe narrato che Mussolini, nel febbraio 1924, si era lamentato «della
passività dei fascisti torinesi, della castigatezza del linguaggio
del comandante degli arditi Freguglia, che fece il contraddittorio
con il leader degli unitari» Filippo Turati durante il discorso di campagna elettorale al teatro Scribe di Torino.
Tuttavia, il 22 novembre 1924 a Montecitorio Mussolini lo indicò come esempio di illegalismo da reprimere, dichiarando "è un valoroso eroe; ha mancato; è stato condannato a due anni e sei mesi di reclusione". La solidarietà dei suoi ex commilitoni fu all'origine di una delle confessioni che coinvolsero Mussolini, come mandante della mancata aggressione a Piero Gobetti del febbraio 1924.
Per i postumi della ferita alla testa riportata durante la guerra morì nel corso del 1938.
Suo fratello Carlo, avvocato milanese nato nel 1890, sottotenente, morì in azione a Flondar, nei pressi di Trieste, il 20 agosto del 1917, e fu decorato con la Medaglia d'oro al valor militare alla memoria.

## Pubblicazioni
- XXVII battaglione d'assalto. Monte Piana, Montello, Vittorio Veneto,[N 9] Carnaro, Milano, 1937.

### Annotazioni
1. ↑  Tale fortificazione, con i forti Belvedere, Verle e Vezzena, costituiva un complesso realizzato dagli austriaci per difendere Rovereto e Trento dalle truppe italiane dislocate sull'Altopiano di Asiago.
2. ↑  Allora al comando del tenente generale Roberto Brusati.
3. ↑  Pur danneggiato il Forte Campo Luserna venne in breve tempo rimesso in efficienza dai genieri austriaci.
4. ↑  Tale azione fu pagata dalle truppe italiane con quasi 1.100 morti senza che fosse guadagnato un metro nella zona del Vezzena.
5. ↑  Durante i combattimenti si rifugiò in una casa che fu centrata da una cannonata, e riportò una grave ferita alla testa le cui conseguenze lo portarono a morte, all'età di 50 anni, nel 1938.
6. ↑  Durante il servizio in questi settori si distinse come abile organizzatore e geniale tecnico.
7. ↑  Per questo fatto fu proposto per l'assegnazione di una Medaglia d'argento al valor militare, che gli fu negata perché durante le fasi della ritirata aveva sparato, uccidendoli, contro alcuni soldati che avevano gettato le armi, tra i quali un sottotenente. Questo fatto fu visto e denunciato da un generale arrivato sul posto, ma venne coperto dal generale Badoglio, che tuttavia alla proposta per l'assegnazione della medaglia gliela negò.
8. ↑  Oltre alle medaglie ricevette anche parole di apprezzamento dal comandante dell'8ª Armata, generale Asclepia Gandolfo, dal comandante del XXVII Corpo d'armata, tenente generale Antonino Di Giorgio, e dal comandante del reparti d'assalto dell'8ª Armata, colonnello Nicolò Giacchi.
9. ↑  Con prefazione di Giuseppe Bottai.

### Fonti
1. 1 2 3 4 5 6  Gordini 1922, p. 77.
2. ↑  L'anagrafe dei sovversivi bergamaschi 1903-1943, Archivio di Stato di Bergamo, ad vocem.
3. ↑  Gazzetta Ufficiale del Regno d'Italia n.242 del 17 ottobre 1911.
4. 1 2  Gordini 1922, p. 80.
5. ↑  Gordini 1922, p. 78.
6. ↑  Gordini 1922, p. 79.
7. 1 2  Gordini 1922, p. 81.
8. 1 2 3 4  Gordini 1922, p. 82.
9. 1 2  Gordini 1922, p. 83.
10. ↑  Gordini 1922, p. 84.
11. 1 2 3  Gordini 1922, p. 85.
12. ↑  Gordini 1922, p. 86.
13. 1 2 3  Gordini 1922, p. 88.
14. 1 2  Di Martino, Cappellano 2007, p. 265.
15. 1 2 3 4  Di Martino, Cappellano 2007, p. 272.
16. 1 2  Gordini 1922, p. 91.
17. ↑  Gordini 1922, p. 87.
18. 1 2 3  Gordini 1922, p. 93.
19. ↑  Gordini 1922, p. 92.
20. 1 2 3 4 5  Gordini 1922, p. 94.
21. ↑  Il Popolo d'Italia, 17 giugno 1924, p. 3, "L'arditismo di Albino Volpi spiegato da un membro della Feder. Naz. Arditi".
22. ↑  Giuseppe Rossini, Il delitto Matteotti tra Viminale e Aventino, Bologna, Il Mulino, 1966, p. 989.
23. ↑  Atti Parlamentari della Camera dei deputati del Regno, Discussioni, 22 novembre 1924, p. 744.
24. ↑  "Non mollare", Firenze, marzo 1925, n. 9, p. 1, “Lettera del tenente Guido Narbona, ex Vice Segretario del Fascio di Torino al Maggiore Paolo Vagliastini” (rectius Vagliasindi).
25. ↑  Gordini 1922, p. 96.
26. ↑  Gazzetta Ufficiale del Regno d'Italia n.230 del 2 ottobre 1939.